# Per favore non toccate le palline
Per favore non toccate le palline (The Honeymoon Machine) è un film del 1961 diretto da Richard Thorpe, con Steve McQueen, tratto da una pièce teatrale di Lorenzo Semple Jr.
La fotografia del film è di Joseph LaShelle, che lavorò più volte con Otto Preminger e Billy Wilder e che si aggiudicò l'Oscar alla migliore fotografia nel 1945 per il film Vertigine.

## Trama
Il tenente della Marina americana Ferguson è amico di Jason, che è l'ingegnere di un nuovo calcolatore elettronico in uso alla marina, e riesce quindi faticosamente a convincere Jason ad usare il calcolatore illegalmente, per tentare di sbancare il Casinò di Venezia, dove la loro nave deve fare una tappa.